# Миккели (аэропорт)
Аэропорт Миккели (ИАТА: MIK, ИКАО: EFMI) находится в Миккели, Финляндия, примерно в 2.5 км от центра города. 
Регулярные рейсы этот аэропорт в настоящее время не обслуживает. Существовали рейсы в Хельсинки один раз в день утром туда и вечером обратно с использованием винтовых самолётов Saab SF, время в пути составляло 35 минут. 

Сейчас аэропорт используется главным образом в летнее время в развлекательных целях для параглайдинга, планеризма и прыжков с парашютом. Один из немногих аэропортов Финляндии, которые находятся в ведении местных властей, а не государственной компании Finavia.

Есть одна взлётно-посадочная полоса 1702 х 44 метра, пригодная для приёма небольших воздушных судов, но оснащённая системой точного контроля посадки Instrument landing system.
Есть аэровокзал с бесплатной парковкой, оснащённой системой подогрева парковочных мест (платно). Время пути на такси до Миккели - 10 - 15 минут. В аэровокзале есть конференц-зал, рассчитанный на 5 - 15 посетителей, автоматы по продаже кофе и прохладительных напитков, комната матери и ребёнка . Неподалёку от аэропорта находятся площадки для гольфа и промышленная зона Туску 
Кроме этого, аэропорт используется в военных целях, поскольку в Миккели находится командованием Восточным направлением Сил обороны Финляндии, а также штаб Сухопутных войск . На сайте аэропорта утверждается, что он имеет в числе прочего большое стратегическое значение 
Для чартерных рейсов, желающих прибыть в аэропорт Миккели из-за пределов Европейского Союза, необходимо не менее чем за 24 часа до предполагаемого времени прибытия получить разрешение таможенных органов Финляндии . Следует также иметь в виду, что запасами некоторых видов авиационного топлива аэропорт не располагает .